# درگ می داون
«درگ می داون» آهنگی ضبط شده از گروه پسرانهٔ بریتانیایی-ایرلندی وان دایرکشن برای پنجمین آلبوم استودیوییشان به نام ساخته شده در بامداد است که در سال ۲۰۱۵ میلادی منتشر شد. این ترانه در ۳۱ ژوئیه ۲۰۱۵ منتشر شد. این آهنگ نخستین تک ترانهٔ آنها از زمان ترک گروه توسط زین مالک در مارس ۲۰۱۵ است. این آهنگ در جدول ۱۰۰ آهنگ داغ بیلبورد در جایگاه سوم شروع کرد.
این تک‌آهنگ در چارت‌های، اسکاتلند، فرانسه، ایرلند، استرالیا، نیوزلند، بریتانیا در رتبه اول و در چارت‌های، ایتالیا، والونیا، اسپانیا، دانمارک، لهستان، فنلاند، سوئد، سوئیس، فلاندرز، جزو ده ترانه اول قرار گرفت.